# Kwartet (film 2012)
Kwartet (ang. Quartet) – brytyjski film komediowo-obyczajowy z 2012 roku w reżyserii Dustina Hoffmana. Wyprodukowany przez Momentum Pictures.
Fabuła filmu jest oparta na sztuce teatralnej Ronalda Harwooda, która była wystawiana na londyńskim West Endzie w okresie od września 1999 do stycznia 2000 roku. Kwartet jest reżyserskim debiutem Dustina Hoffmana.
Światowa premiera filmu miała miejsce 9 września 2012 roku podczas 37. Międzynarodowego Festiwalu Filmowego w Toronto. W Polsce premiera filmu odbyła się 12 kwietnia 2013 roku.
Film był kręcony pod koniec 2011 roku w angielskiej posiadłości Hedsor House w hrabstwie Buckinghamshire.

## Opis fabuły
Beecham House to luksusowy dom spokojnej starości dla muzyków. Co roku jego mieszkańcy w urodziny Giuseppe Verdiego przygotowują uroczysty koncert. Tym razem wieczór musi przynieść dochody, bo ośrodkowi grozi likwidacja. Śpiewacy zapraszają więc Jean (Maggie Smith), wielką operową diwę. Ekscentryczna artystka słynie z trudnego charakteru, na dodatek była kiedyś żoną jednego z rezydentów, Reginalda (Tom Courtenay), z którym nie rozstała się w przyjaźni. W finałowym kwartecie mają z nimi wystąpić lubieżny Wilfred (Billy Connolly) i jego przedmiot pożądania, zapominalska Cissy (Pauline Collins). Czy reżyser gali, Cedric (Michael Gambon), będzie umiał nad nimi zapanować?

## Obsada
- Maggie Smith jako Jean Horton
- Tom Courtenay jako Reginald "Reg" Paget
- Billy Connolly jako Wilfred "Wilf" Bond
- Pauline Collins jako Cecily "Cissy" Robson
- Michael Gambon jako Cedric Livingstone
- Sheridan Smith jako doktor Lucy Cogan
- Andrew Sachs jako Bobby Swanson
- Gwyneth Jones jako Anne Langley
- Trevor Peacock jako George

## Nagrody i nominacje
Złote Globy 2012
- Najlepsza aktorka w komedii/musicalu - Maggie Smith (nominacja)